# Podivice
Podivice (in tedesco Podiwitz) è un comune della Repubblica Ceca facente parte del distretto di Vyškov, in Moravia Meridionale.